# Adolphe Perraud
Adolphe-Louis-Albert Perraud (Lyon, 7 de fevereiro de 1828 - Autun, 18 de fevereiro de 1906) foi um historiador francês, professor universitário, oratoriano e clero.

## Vida
Perraud estudou história na École normal supérieure em Lyon, inscrita em 1852 no recém-fundado pelo oratório francês Gratry e recebeu em junho de 1854 a ordenação sacerdotal . Depois ele foi espiritual no pequeno seminário de Coutance. A partir de 1866, ele ensinou retórica e história da igreja na Sorbonne .
Em 1874 ele se tornou bispo de Autun  A consagração episcopal foi -lhe dada pelo cardeal Joseph Hippolyte Guibert , arcebispo de Paris, cuja missa fúnebre ele leu anos depois. Papa Leão XIII. levou-o em 16 de janeiro de 1893 na loja no Colégio de Cardeais sobre o que foi anunciado em 29 de Novembro 1895 1896 Papa Perraud nomeado cardeal Sacerdote da igreja titular de San Pietro in Vincoli. Após a morte de Leão XIII. ele participou do conclave em 1903, no qual Pio X foi eleito. Após o acidente em Montceau-les-Mines, em que 20 mineiros foram mortos, o cardeal Perraud leu a missa fúnebre para o falecido.
Ele completou seu treinamento na École normal supérieure. De 1884 a 1901, foi Vigário Geral da Congregação do Oratório Francês.
O cardeal Adolfo Perraud morreu em Autun em 1906 aos 78 anos.

## Link Externo
- Salvador Miranda. «Perraud, Adolphe». fiu.edu – The Cardinals of the Holy Roman Church (em inglês). Universidade Internacional da Flórida. Consultado em 30 de dezembro de 2013
- Cheney, David M. «bishop» (em inglês). Catholic-Hierarchy.org
- Predefinição:Acadfr
- Biografie in der "katholischen Enzyklopädie" des "New Advent" (englisch)